# Mochus
Pour les articles homonymes, voir Moschus (homonymie).
Mochus (Μωχός), également connu sous le nom de Moschus, Ôchos, Môchos de Sidon et Mochus le Phénicien est un physiologue ou philosophe naturel (proto-philosophe) antique.

## Biographie
Les dates de sa vie sont débattues et contestées. Des estimations, toutes aussi incertaines et hasardeuses, le situent pour les plus anciennes aux alentours du XIIIe siècle av. J.-C. et d'environ -588 à 500 av. J.-C. pour les plus jeunes. 

### Pythagore
Dacier écrit que Pythagore a rencontré des disciples descendants de Mochus à Sidon durant la tyrannie de Polycrate de Samos (de -538 à -522 av. J.-C.).
Selon Jamblique, les maîtres phéniciens de Pythagore seraient des descendants de Mochus de Sidon qualifié de physiologue (sous le nom de « Môchos » ou « Môchos de Sidon »).

## Ouvrages
Athénée de Naucratis a affirmé qu'il était l'auteur d'un ouvrage sur l'histoire de la Phénicie. Ce serait Laitos - Laïtos selon Théodore Reinach - (ou Laetus, c'est-à-dire le platonicien Ofellius Laetus - ou encore Lollianos suivant les débats) qui aurait traduit  Phoinikika (dont il serait l'auteur) en grec.

## Mentions
Il est répertorié par Diogène Laërce avec Zalmoxis  et l'Atlas de Maurétanie, en tant que proto-philosophe.
Strabon, sous l'autorité de  Posidonios d'Apamée, parle d'un Mochus ou Moschus de Sidon comme l'auteur de la théorie atomique et dit qu'il était plus ancien que la guerre de Troie. Eduard Zeller repousse cet écrit de Strabon. 
Il est également mentionné par Flavius Josèphe, Tatien le Syrien[réf. à confirmer] et Eusèbe de Césarée.

## Atomisme
Sa référence se serait généralisée dans les cercles atomistes issues de Diotimos de Tyr, élève de Démocrite.
Selon le physicien et chimiste irlandais Robert Boyle, père de la chimie moderne, « Learned men attribute the devising of the atomical hypothesis to one Moschus a Phenician ».
Isaac Newton, Henry More, et Ralph Cudworth créditent aussi Mochus de Sidon comme l'auteur de la théorie atomique et certains comme en 1598 le philologue hollandais Johannes Arcerius Theodoretus (1538-1604), élève de Praedinius, puis Isaac Casaubon et John Selden identifient Mochus à Moïse,. Cette thèse du Mochus/Moïse est considérée douteuse dès 1791.